# Fregaty typu Salisbury
Fregaty typu Salisbury (typ 61) – typ czterech brytyjskich fregat naprowadzania lotnictwa, zbudowanych w latach 50. XX wieku dla Royal Navy. Okręty miały wspólną konstrukcję z fregatami przeciwlotniczymi typu Leopard, od których różniły się głównie mniejszą ilością uzbrojenia.
Okręty typu Salisbury zostały wycofane ze służby w Royal Navy na przełomie lat 70. i 80. XX wieku, a jeden z nich (HMS „Llandaff”) został sprzedany do Bangladeszu, gdzie służył do końca 2015 roku jako BNS „Umar Farooq”.

## Okręty
- HMS „Salisbury” (F32)
- HMS „Chichester” (F59)
- HMS „Llandaff” (F61) (sprzedany do Bangladeszu jako „Umar Farooq”)
- HMS „Lincoln” (F99)